# ぷよまん
『ぷよまん』は、ゲームソフト『魔導物語』、およびそのスピンオフ作品である『ぷよぷよ』に登場するキャラクター、ぷよぷよを模した饅頭。発売当初は包装紙に「広島銘菓」と書かれていたが、数年後に「魔導銘菓」と改められた。
2002年に一度販売終了したが、2023年から『ぷよぷよまんじゅう』の名でほぼ同様の商品が販売されている。本稿では両者について記述する（#ぷよぷよまんじゅうを参照）。

## 概要

### コンパイルによる展開
『ぷよぷよ』を開発した広島市発祥のゲームソフト会社コンパイルにより、1994年12月3日に登場した。この発売日に店頭でカーバンクル人形が先着100名にプレゼントされた。
広島銘菓として知られるもみじ饅頭の形がぷよぷよの形になったもの。味は一般的なもみじ饅頭とほぼ同じだが、生地の肌理が細やかでかつ生地・餡ともにやや甘めの味付けになっていた。元々、関係者への配布用としてもみじ饅頭業者に委託して製造したものが好評だったことから販売へ踏み切ったとされる。後に工場を構え、自社による製造に切り替えた。
同社直営の「元祖ぷよまん本舗」や「ももも通販」のほか、宮島など広島市近傍の観光地の土産物店、一部のゲーム関連商品を扱う店舗（アニメイトなど）や東京ゲームショウなどのイベントで購入できた。広島駅内の土産物店街にも元祖ぷよまん本舗があり、修学旅行の学生や出張のサラリーマンなどの土産としても人気があった。
また、毎月24日をその語呂から「ぷよの日」と称して抹茶や柚などの変わり種の餡を使用した「ぷよの日饅頭」を限定販売していた時期もあった。
ゲームギア版『魔導物語III〜究極女王様〜』のゲーム内にてぷよまんの発売開始を知らせるイベントが登場して以降、ゲームギア版『魔導物語A〜ドキドキばけ〜しょん』、スーパーファミコン版『魔導物語 はなまる大幼稚園児』、メガドライブ版『魔導物語I』、セガサターン版『ぷよぷよ通』、PlayStation版『ぷよぷよ通決定盤』『ぷよぷよBOX』、ドリームキャスト版・NINTENDO64版・PlayStation版『ぷよぷよ〜ん』などのゲーム中にも登場させていた。
姉妹品として同じく『魔導物語』のキャラクターであるカーバンクルを模した「カーバンクル饅頭」、「きまぐれカーくんのビーフカレー」、「カーバンクルお好みソース」、すけとうだらを模した明太子の「すけとうたらこ」、スケルトンTを模した「スケルトン紅茶（ティー）」、ぷよぷよを模したゼリーの「ぷよゼリー」、煎餅の「ぷよせん」、ケーキの「ぷよバターケーキ」なども販売された。
1998年にコンパイルは経営破綻したが、その後もオンラインショップでの通販を始めるなど主力商品として販売を強化した。経営破綻時の数少ない黒字部門だったと噂される。経営破綻後の東京ゲームショウで、ゲームを展示せずにぷよまんを販売していたことからもそれがうかがえる。しかし、同社が2002年に解散したことにより製造が打ち切られて姿を消した。

### 商標権の移転
『ぷよぷよ』シリーズの知的財産権はセガグループに移転したものの、「ぷよまん」「ぷよまん本舗」の商標権はセガに譲渡されず、コンパイルからアイキを経てD4エンタープライズに移転した。これにより、元になったゲームキャラクターとそれを模した饅頭で権利が2社に分断されている。
2006年、D4エンタープライズが当時のぷよまんの焼型を発見したとして復活販売を予告した。その前段階として、同年12月に開催されたコミックマーケット71でぷよまんの製造過程ビデオが上映されたが、諸事情により復活には至らなかった。
コンパイル創業者・代表取締役社長であった仁井谷正充が2016年に設立したコンパイル○では、『にょきにょき 宇宙征服編』（Nintendo Switch）のクラウドファンディング実施の際、リターン商品のひとつとしてD4エンタープライズからぷよまんの版権使用許諾を得て『にょきまん』として復刻する予定であったが、こちらもクラウドファンディングの失敗に伴い頓挫している。
一方、セガグループは「ぷよまん」の商標を持っていないため、『ぷよぷよ通』をセガがPlayStation 2用に移植した『ぷよぷよ通 パーフェクトセット』や携帯電話アプリ版『ぷよぷよ通DX』、Android版『ぷよぷよ通』などでは、ゲーム内で「ぷよまん」が登場していた箇所が単なるお菓子や饅頭に置き換えられている。ただし、D4エンタープライズの許諾を得てセガが移植した携帯電話アプリ版『魔導物語III 究極女王様』では原作同様に「ぷよまん」が登場するが、「昔広島県で売っていた」「ボクのことわすれないでね」といったメッセージに置き換えられている。

### セガのライセンスによる関連商品
上記の通り「ぷよまん」としての復活はなされていないが、セガ・セガグループの「ぷよぷよ」商標に基づいて以下の商品が発売された。

#### 期間・数量限定商品
2012年1月には「ぷよぷよシリーズ生誕20周年企画」の一環として、セガと井村屋のコラボによる「ぷよぷよまん（あかぷよ）」が数量限定で発売された。この商品は肉まんの形状があかぷよに似せて作られているというもので、かつて発売されていた「ぷよまん」とは異なる。
2018年9月 - 11月には「セガのたい焼き 池袋店」にて、「カーバンクル」と「みどりぷよ」を模した焼き菓子「ぷよぷよ焼き」を期間限定で発売した。その後、秋葉原店でも2019年7月、および同年11月 - 2020年1月に販売された。

#### ぷよぷよまんじゅう
2021年頃にビルメンテナンス企業オオケンに従事する元コンパイル社員がぷよまんの木型を発見。これを基に新たな金型が作られ、広島市の和菓子メーカー・平安堂梅坪がセガからライセンス許諾を受け、2023年4月より「ぷよぷよまんじゅう」が発売された。パッケージはセガ時代のぷよのイラストに商品の写真が混ざっているというもので、中國新聞や記事を引用したメディアはこれを「21年ぶりの復活」と報じた。なおD4エンタープライズの許諾は得ていない模様で、D4エンタープライズの版権や「ぷよまん」の名称は記載されていない。味はぷよまんの再現でなくオリジナルで、原材料にハチミツは含まれていない。
通常のこしあん入りに加え、2023年9月に抹茶、2024年2月にクリーム、2024年10月にチョコが追加された。

## 販売形態の一例
以下、コンパイルより発売されていた時代の販売形態。
ぷよまんあんこ
10個入り1,000円、20個入り2,000円
ぷよまんクリーム
10個入り1,000円、20個入り2,000円
ぷよまんミックス
あんこ10個、クリーム10個入り2,000円
カーバンクル饅頭クリーム
20個入り2,000円
なかよしセット
ぷよまんあんこ10個、カーバンクル饅頭クリーム10個入り2,000円
ぷよの日まんじゅう頒布会
変わり餡饅頭（20個入り）の6か月間定期購入、送料込み15,000円
初回の配布時に「ぷよせん」1箱のサービス付き。
後に1か月単位で購入できるようになった。2,000円

## オリジナルの食べ方
以下の食べ方は、ぷよまんに同封の冊子に書かれている食べ方である。括弧内の各名称は、アルル・ナジャが『ぷよぷよ』のゲーム中でぷよぷよの連鎖消しをする時に発する掛け声から採られている。
一連鎖（えいっ）食い
みんなでわいわいと食べる。
二連鎖（ファイヤー）食い
レンジやオーブンなどで温めて食べる。
三連鎖（アイスストーム）食い
冷凍庫でカチコチに凍らせて食べる。
四連鎖（ダイアキュート）食い
「ダイアキュート」は、次の呪文の効果を倍増させる呪文。
砂糖をかけて甘さ倍増にして食べる。
五連鎖（ブレインダムド）食い
アイスクリームをかけて食べる。
六連鎖（ジュゲム）食い
苦い抹茶に浸して食べる。
七連鎖（ばよえ〜ん）食い
一番おいしいと思った方法で気の済むまで食べる。